# Al-Ghazálí
Abú Hámid Muhammad ibn Muhammad al-Ghazálí (arabsky أبو حامد محمد بن محمد الغزالي‎; cca 1058 Tús, Mašhad – 19. prosince 1111), latinsky zvaný Algazel, byl perský a islámský filozof píšící převážně v arabském jazyce. Je považován za islámskou obdobu sv. Tomáše Akvinského nebo Ču Siho. Filozofovo jméno bývá někdy přepisováno jako al-Ghazzálí, což ale neodpovídá arabskému originálu.[zdroj⁠?!]
Chtěl reformovat teologii islámu a soudil, že v tom, aby člověk splnil vyšší cíle, mu nepomůže filozofie, protože neposkytuje člověku možnost poznat podstatu pravdy, ale osvícení od Boha. Takovéto bezprostřední poznání je možné jen na základě mystické kontemplace, která má dávat úplnou a nespornou pravdu. Proto je třeba zavrhnout vše, co je vnější a smyslové. Ovládat vášně a celou vůli soustředit jen na Boha, rozum pohroužit do kontemplační extáze, která poskytuje úplné, i když nevyjádřitelné poznání všeho jsoucna.
Filozofie byla pro Al-Ghazálího pouze zastíráním kacířství. „Mnoho filozofů," řekl, „učilo věci, které sami objevili a jejichž jediným důkazem bylo jejich vlastní slovo“. Špinili svatý korán. Byli vinni z „popření zjevených zákonů a náboženského vyznání“, stejně jako z „odmítnutí obsahu náboženského a sektářského [učení], když je považovali za člověkem stvořené zákony a přikrášlené podvody.“
Al-Ghazálí byl islámskému zákonu oddaný. Na konci knihy Vyvracení filozofů si pokládá závěrečnou otázku: „Vysvětlil jsi nauky těchto [filozofů], řekneš pak rozhodně, že jsou nevěřící a že zabití těch, kteří se vzdali své víry, je závazné?“ Potom si odpoví: „Prohlásit je za nevěřící je nutné ve třech případech“: kvůli jejich učení, že svět existuje věčně, že Alláh nezná jednotlivé věci, ale jen obecné, a že není možné vzkříšení těla.

## Dílo v češtině
- Al-Ghazzálí, Abú Hámid. Zachránce bloudícího. Z arabského originálu přeložil a doslovem opatřil Luboš Kropáček. Praha: Vyšehrad, 2005. 111 s. ISBN 80-7021-789-8.
- Al-Ghazálí, Abú Hámid. Ghazálího Výklenek světel: Miškát al-anwár a význam osvícení v islámské filosofii. Přeložila a úvodní studii napsala Zora Hesová. Praha: Academia, 2012. 214 s. ISBN 978-80-200-2109-0.